# SKE48のへーきん!
『SKE48のへーきん!』は、東海テレビ放送の制作により、2020年9月28日から11月9日までひかりTVチャンネルで、2020年11月9日（8日深夜）から2021年1月18日（17日深夜）まで東海テレビ（東海3県ローカル）で放送されていたバラエティ番組である。
第2シーズンが2021年1月25日から4月19日までひかりTVチャンネルで、2021年4月3日（2日深夜）から7月3日（2日深夜）まで東海テレビで放送された。第3シーズンが2021年8月20日から11月5日まで公式YouTubeチャンネル『東海テレビB面』とLocipoで配信が行われた。
『東海テレビB面』とLocipoでは2021年11月8日の生配信から、番組名を『SKE48×東海テレビB面』（通称『SKEびーめん』）に変更。『へーきん!』第3シーズンの企画「究極の選択」を継続するとともに、「勝手にタレコミ評議会」と「プライベートニュース」の2つの新企画がスタートした。

## 概要
SKE48のメンバーのあらゆる平均値を出し、知られざる現実を数値で浮き彫りにする番組である。

## 放送日程
※第1・第2シーズンはひかりTVチャンネルの放送日を基準とする。

### 第1シーズン（2020年9月28日 - 2020年11月9日）
| 回 | ひかりTV放送日 | 東海テレビ放送日 | 出演者                                                                                             | アンケート内容 | 備考 |
| -- | -------------- | ---------------- | -------------------------------------------------------------------------------------------------- | -------------- | ---- |
| 1  | 2020年 9月28日 | 2020年 11月9日   | 古畑奈和、鎌田菜月、熊崎晴香、佐藤佳穂 末永桜花、菅原茉椰、谷真理佳、平野百菜                      | 時間           |      |
| 2  | 10月12日       | 11月23日         | 赤堀君江、荒井優希、江籠裕奈、大場美奈 岡本彩夏、惣田紗莉渚、竹内彩姫、日高優月 古畑奈和、浅井裕華 | 一般常識       |      |
| 3  | 10月19日       | 12月7日          | 北川愛乃、日高優月、古畑奈和、熊崎晴香 佐藤佳穂、菅原茉椰、須田亜香里                              | お酒           |      |
| 4  | 10月26日       | 12月14日         | 井上瑠夏、北川愛乃、坂本真凛、松井珠理奈 山内鈴蘭、荒井優希、斉藤真木子、菅原茉椰 髙畑結希         | 料理           |      |
| 5  | 11月2日        | 2021年 1月11日   | 坂本真凛、荒井優希、江籠裕奈、大場美奈 竹内彩姫、鎌田菜月、佐藤佳穂、福士奈央                      | 運動           |      |
| 6  | 11月9日        | 1月18日          | 末永桜花、須田亜香里、西満里奈、平田詩奈                                                           | 初体験         |      |

### 第2シーズン（2021年1月25日 - 2021年4月19日）
| 回 | ひかりTV放送日 | 東海テレビ放送日 | 出演者 | アンケート内容            | 備考     |
| -- | -------------- | ---------------- | --- | ------------------------- | -------- |
| 1  | 2021年 1月25日 | 2021年 4月3日    | 上村亜柚香、北川愛乃、中坂美祐、野村実代 松本慈子、荒井優希、川嶋美晴、藤本冬香 水野愛理、石川花音、鎌田菜月、熊崎晴香 菅原茉椰、鈴木恋奈、伊藤実希、鬼頭未来 | 持ってる女                |          |
| 2  | 2月1日         | 4月10日          | 青海ひな乃、荒野姫楓、井上瑠夏、北川愛乃 坂本真凛、中坂美祐、松井珠理奈、松本慈子 荒井優希、入内嶋涼、江籠裕奈、大場美奈 川嶋美晴、北野瑠華、鈴木愛菜、竹内彩姫 日高優月、藤本冬香、古畑奈和、鎌田菜月 斉藤真木子、佐藤佳穂、菅原茉椰、須田亜香里 髙畑結希、青木莉樺、伊藤実希、鬼頭未来 杉山歩南 | 運動クイーン              |          |
| 3  | 2月15日        | 4月17日          | 赤堀君江、井上瑠夏、北川愛乃、坂本真凛 野村実代、平野百菜、松井珠理奈、松本慈子 山内鈴蘭、青木詩織、江籠裕奈、太田彩夏 大場美奈、岡本彩夏、惣田紗莉渚、竹内彩姫 古畑奈和、水野愛理、浅井裕華、鎌田菜月 斉藤真木子、佐藤佳穂、末永桜花、菅原茉椰 須田亜香里、髙畑結希、谷真理佳、福士奈央 西井美桜 | 年齢                      |          |
| 4  | 2月22日        | 4月24日          | 青海ひな乃、赤堀君江、石黒友月、大谷悠妃 北川愛乃、野島樺乃、野村実代、松井珠理奈、 山内鈴蘭、青木詩織、江籠裕奈、大場美奈 惣田紗莉渚、高柳明音、藤本冬香、古畑奈和 浅井裕華、熊崎晴香、倉島杏実、斉藤真木子 佐藤佳穂、末永桜花、鈴木恋奈、須田亜香里 田辺美月、青木莉樺、杉山歩南                | おしゃれ                  |          |
| 5  | 3月1日         | ‐                | 青海ひな乃、野村実代、江籠裕奈、大場美奈 浅井裕華、熊崎晴香、斉藤真木子、佐藤佳穂 須田亜香里、谷真理佳、伊藤実希 | メンズ                    | [ 注 2 ] |
| 6  | 3月8日         | 5月8日           | 石黒友月、竹内ななみ、仲村和泉、野村実代 平野百菜、江籠裕奈、太田彩夏、川嶋美晴 北野瑠華、鈴木愛菜、惣田紗莉渚、日高優月 藤本冬香、古畑奈和、井田玲音名、鎌田菜月 熊崎晴香、斉藤真木子、菅原茉椰、須田亜香里 髙畑結希、谷真理佳、深井ねがい、林美澪                                               | 恋愛                      |          |
| 7  | 3月15日        | 5月15日          | 青海ひな乃、井上瑠夏、上村亜柚香、竹内ななみ 野村実代、青木詩織、江籠裕奈、太田彩夏 大場美奈、北野瑠華、惣田紗莉渚、竹内彩姫 日高優月、古畑奈和、鎌田菜月、熊崎晴香 斉藤真木子、佐藤佳穂、菅原茉椰、須田亜香里 髙畑結希、谷真理佳                                                                 | スマホ                    |          |
| 8  | 3月22日        | 5月29日          | 青木詩織、江籠裕奈、太田彩夏、井上瑠夏 日高優月 | 児嶋力                    | [ 注 3 ] |
| 9  | 3月29日        | 6月5日           | 青海ひな乃、石黒友月、北川愛乃、井上瑠夏 竹内ななみ、中坂美祐、野島樺乃、青木詩織 荒井優希、入内嶋涼、江籠裕奈、岡本彩夏 川嶋美晴、北野瑠華、惣田紗莉渚、竹内彩姫 藤本冬香、相川暖花、浅井裕華、熊崎晴香 末永桜花、谷真理佳、平田詩奈、福士奈央 杉山歩南                                          | ペット&バイクとサイドカー |          |
| 10 | 4月5日         | ‐                | 北川愛乃、都築里佳、野島樺乃、野村実代 江籠裕奈、竹内彩姫、古畑奈和、熊崎晴香 斉藤真木子、谷真理佳 | 秘密話                    | [ 注 4 ] |
| 11 | 4月12日        | 6月19日          | 北川愛乃、大場美奈、岡本彩夏、日高優月 石川花音、井田玲音名、熊崎晴香、斉藤真木子 菅原茉椰、髙畑結希、谷真理佳、伊藤実希 | 友達                      |          |
| 12 | 4月19日        | 7月3日           | 青海ひな乃、北川愛乃、野村実代、平野百菜 青木詩織、北野瑠華、竹内彩姫、日高優月 藤本冬香、水野愛理、相川暖花、浅井裕華 池田楓、井田玲音名、鎌田菜月、熊崎晴香 須田亜香里、田辺美月、谷真理佳、福士奈央                                                                                            | マナー                    |          |

### 放送休止
第1シーズン ひかりTV・dTV　
- 2020年 - 10月5日

第1シーズン 東海テレビ　
- 2020年 - 11月16日、11月30日、12月21日、12月28日
- 2021年 - 1月4日

第2シーズン ひかりTV・dTV　
- 2021年 - 2月8日

第2シーズン 東海テレビ　
- 2021年 - 5月1日、5月22日、6月12日　6月26日